# Callundine lacordairei
Callundine lacordairei là một loài bọ cánh cứng trong họ Cerambycidae.